# Franca Mazzoni
Franca Mazzoni, pseudonimo di Francesca Elena Mazzi (Pavia, 28 luglio 1912 – Roma, 12 gennaio 1991), è stata un'attrice italiana che è stata spesso utilizzata in cinema e televisione in ruoli da caratterista.

## Biografia
Figlia d'arte (nacque da Giovanni Mazzoni e dall'attrice di teatro Sara Tonini), studentessa di lingue classiche durante l'adolescenza, svolse una intensa attività teatrale e radiofonica negli anni venti e trenta.
Nel 1937 divenne un'attrice professionista, debuttando in una serie di spettacoli diretti da Nando Tamberlani, raggiungendo il vero e proprio successo l'anno dopo, impersonando Splendore in La figlia di Iorio. Nel 1939 venne scritturata dalla compagnia di Irma Gramatica apparendo in Così è se vi pare e Macbeth, per diventare nel 1940 prima attrice con Ermete Zacconi, assieme al quale recitò in Re Lear nella parte di Cordelia ed in Tristi amori, dove era Giulia.
Nella stagione 1940-'41 interpretò Desdemona nell'Otello accanto a Renzo Ricci ed al termine della guerra collaborò con Amedeo Nazzari e Rossano Brazzi realizzando una rappresentazione de La cena delle beffe.
Fra il 1949 ed 1951 lavorò nella compagnia di Annibale Ninchi, realizzando spettacoli per l'Istituto del dramma antico.
Si avvicinò al cinema all'inizio degli anni quaranta, sostenendo una parte nel film Mater dolorosa, (1943), di Giacomo Gentilomo. Nonostante l'encomiabile talento che ebbe modo di palesare in tutti i film in cui apparve, interpretando i ruoli assegnati con estrema classe e grande professionalità, Franca Mazzoni ebbe una carriera limitati a pochi ruoli di supporto che non le permisero di uscire dallo status di attrice caratterista.
Negli anni solo pochi furono i registi cinematografici che riuscirono a valorizzarla al meglio delle sue potenzialità, tanto che la carriera della Mazzoni proseguì essenzialmente in televisione (è stata nel cast de Il conte di Montecristo, teleromanzo del 1966 diretto da Edmo Fenoglio).
Si è ritirata per raggiunti limiti d'età all'inizio degli anni novanta, andando a vivere nella casa di riposo per attori Lyda Borelli di Bologna.

## Prosa radiofonica Rai
- Edoardo mio figlio di Robert Morley e Noel Langley, regia di Umberto Benedetto, trasmessa il 29 ottobre 1951.
- Un ospite di riguardo, radiofarsa di Gino Pugnetti, regia di Umberto Benedetto, trasmessa 19 luglio 1952
- Congedo di Renato Simoni, regia di Umberto Benedetto trasmessa il 13 ottobre 1953.
- Il si delle ragazze, di Leandro Fernández de Moratín, regia di Corrado Pavolini, trasmessa il 2 agosto 1955.

## Filmografia
- Mater dolorosa, regia di Giacomo Gentilomo (1943)
- Amore di Norma, regia di Giuseppe Di Martino (1950)
- Andrea Chénier, regia di Clemente Fracassi (1955)
- Lo scapolo, regia di Antonio Pietrangeli (1955)
- Sigfrido, regia di Giacomo Gentilomo (1957)
- La canzone più bella, regia di Ottorino Franco Bertolini (1957)
- Camping, regia di Franco Zeffirelli (1957)
- Souvenir d'Italie, regia di Antonio Pietrangeli (1957)
- Pia de' Tolomei, regia di Sergio Grieco (1958)
- Nata di marzo, regia di Antonio Pietrangeli (1960)
- Senilità, regia di Mauro Bolognini (1962)
- Il demonio, regia di Brunello Rondi (1963)
- Nozze di sangue, regia di Vittorio Cottafavi - film TV (1963)
- Le inchieste del commissario Maigret - 3 episodi (1964-1968)
- Il processo di Santa Teresa del Bambino Gesù - film TV (1967)
- I fratelli Karamazov, regia di Sandro Bolchi - sceneggiato televisivo (1969)
- Una breve vacanza, regia di Vittorio De Sica (1973)
- La visita della vecchia signora di Friedrich Dürrenmatt, regia di Mario Landi, trasmessa il 30 novembre del 1973.